# Karim Rekik
Karim Rekik (Hága, 1994. december 2. –) holland válogatott labdarúgó, a spanyol Sevilla hátvédje.

## Sikerei, díjai
- Hollandia U17:
  - U17-es labdarúgó-Európa-bajnokság: 2011
- PSV:
  - Eredivisie: 2014–15
- Sevilla:
  - Európa-liga: 2022–23

## Statisztika
| Klub teljesítmény | Klub teljesítmény | Klub teljesítmény | Bajnokság | Bajnokság | Kupa     | Kupa     | Ligakupa   | Ligakupa   | Nemzetközi | Nemzetközi | Egyéb    | Egyéb | Összesen | Összesen |
| Szezon            | Klub              | Liga              | Fellépés  | Gól       | Fellépés | Gól      | Fellépés   | Gól        | Fellépés   | Gól        | Fellépés | Gól   | Fellépés | Gól      |
| Anglia            | Anglia            | Anglia            | Bajnokság | Bajnokság | FA-kupa  | FA-kupa  | League Cup | League Cup | Európa     | Európa     | Egyéb    | Egyéb | Összesen | Összesen |
| ----------------- | ----------------- | ----------------- | --------- | --------- | -------- | -------- | ---------- | ---------- | ---------- | ---------- | -------- | ----- | -------- | -------- |
| 2011–12           | Manchester City   | Premier League    | 1         | 0         | 2        | 0        | 0          | 0          | 0          | 0          | –        | –     | 3        | 0        |
| 2011–12           | Portsmouth        | Championship      | 8         | 0         | 0        | 0        | 0          | 0          | –          | –          | –        | –     | 8        | 0        |
| 2012–13           | Blackburn Rovers  | Championship      | 5         | 0         | 0        | 0        | 0          | 0          | –          | –          | –        | –     | 5        | 0        |
| Hollandia         | Hollandia         | Hollandia         | Bajnokság | Bajnokság | KNVB Cup | KNVB Cup |            |            | Európa     | Európa     | Egyéb    | Egyéb | Összesen | Összesen |
| 2013–14           | PSV Eindhoven     | Eredivisie        | 3         | 0         | 0        | 0        | –          | –          | 0          | 0          | –        | –     | 3        | 0        |
| Összesen          | Anglia            | Anglia            | 12        | 0         | 2        | 0        | 0          | 0          | 0          | 0          | 0        | 0     | 14       | 0        |
| Összesen          | Hollandia         | Hollandia         | 3         | 0         | 0        | 0        | 0          | 0          | 0          | 0          | 0        | 0     | 3        | 0        |
| Karrier összesen  | Karrier összesen  | Karrier összesen  | 15        | 0         | 2        | 0        | 0          | 0          | 0          | 0          | 0        | 0     | 17       | 0        |

Forrás: 

## Fordítás
Ez a szócikk részben vagy egészben  a   Karim Rekik című angol Wikipédia-szócikk ezen változatának fordításán alapul.  Az eredeti cikk szerkesztőit annak laptörténete sorolja fel. Ez a jelzés csupán a megfogalmazás eredetét és a szerzői jogokat jelzi, nem szolgál a cikkben szereplő információk forrásmegjelöléseként.

## Külső hivatkozások
- transfermarkt profil

1. ↑  Karim Rekik - Voetbal International profile. Voetbal International. [2013. július 14-i dátummal az eredetiből archiválva]. (Hozzáférés: 2013. július 25.)